# 루스 퍼스트

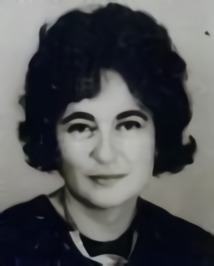

루스 퍼스트(영어: Ruth First, 1925년 5월 4일 남아프리카 공화국 요하네스버그 ~ 1982년 8월 17일 모잠비크 마푸투)는 남아프리카 공화국의 정치인이다.
라트비아에서 남아프리카 공화국으로 이주한 유대인인 줄리어스 퍼스트(Julius First)와 마틸다 레베탄(Matilda Levetan)의 딸로 태어났다. 그의 부모는 남아프리카 공화국 공산당 당원으로 활동한 경력을 갖고 있다. 1946년에는 위트와테르스란트 대학교로부터 학사 학위를 취득했다.
1956년부터 1961년까지 반역 혐의로 재판을 받게 되면서 구금 생활을 했다. 1964년 3월 영국 런던으로 망명한 뒤부터 남아프리카 공화국의 인종 차별 정책인 아파르트헤이트에 반대하는 운동을 전개했다. 1982년 8월 17일 모잠비크 마푸투에서 남아프리카 공화국 출신 경찰관에 의해 암살당했다.